# سلنید جیوه
سلنید جیوه (به انگلیسی: Mercury selenide) با فرمول شیمیایی HgSe یک ترکیب شیمیایی است. که جرم مولی آن ۲۷۹٫۵۵ g/mol می‌باشد. شکل ظاهری این ترکیب، جامد سیاه و خاکستری است.